# 绝区零
《绝区零》是米哈游制作的一款動作角色扮演遊戲，并带有roguelike的游戏机制。游戏为后世界末日题材，故事发生在灾难后的“新艾利都”的城市，玩家在游戏内扮演名为“绳匠”的角色进行探索。游戏于2022年5月公布，2022年8月5日至8月8日进行第一次测试“调律测试”。2023年10月通过版号审核，2023年11月开启第二次测试“降噪测试”，2024年4月开启第三次测试“喧响测试”。
游戏2024年7月4日于Android、iOS、Microsoft Windows和PlayStation 5平台开启正式公测；公測後仅三天，全球下載量超過5000萬次。

## 玩法

《絕區零》中本·比格、羅賓（邦布）和薇薇安·班希進行「連攜技」的遊戲截圖

《绝区零》是一款后世界末日题材的動作角色扮演遊戲，并加入roguelike的游戏机制。玩家扮演主角「法厄同」（哲、鈴兄妹），協助他人探索名為「空洞」的平行維度。隨著遊戲進行，玩家可以招募新的「代理人」加入隊伍，共同對抗名為「以骸」的敵對生物及其他敵人。此外，玩家還可操作類似兔子的機器助手「邦布」。
遊戲玩法分為兩種模式：「電視模式」和「戰鬥模式」。電視模式的玩法類似於2D迷宮探索遊戲，玩家操作代理人在類似電視機的格子上移動，以尋找寶藏、解謎並與敵人戰鬥。如果代理人踩到敵人格子，隊伍就會進入「戰鬥模式」，在3D砍殺遊戲風格下進行戰鬥。
玩家可結合不同代理人與邦布的能力，對敵人造成更高傷害並打出連擊（稱為「連攜技」）。遊戲內設有時鐘系統，一天分為上午、下午、晚上和凌晨。

## 故事內容

### 設定
《绝区零》的故事发生在被名为“空洞（Hollows）”的超自然灾害摧毁的“新艾利都”的城市。“空洞”的成倍增长创造出无序的维度，并使名为“以骸”的神秘怪物进入玩家的世界并摧毁了大部分的人类文明。“新艾利都”是在灾难中幸存下来的最后一个城市，人们通过从“空洞”中提取资源和技术设法维持生计，这也使“新艾利都”名声远扬，且城市的不斷發展开始激化內部矛盾。玩家将在游戏内扮演名为“绳匠”的角色，作为一名特殊的专业人士指导人们探索“空洞”，对抗“以骸”，在此过程中了解他们的故事。

### 劇情
哲、鈴兄妹在新艾利都經營一家名為「Random Play」的錄影帶出租店，同時以「法厄同」為代號，暗中從事非法空洞探險嚮導工作。他們透過「空洞深潛系統」（HDD）將意識即時投射至名為「邦布」的兔型機器人中，配合代理人在空洞中探索。不過，法厄同的繩匠身分只是次要，他們真正的目標是調查位於舊艾利都廢墟上的「零號空洞」。舊艾利都約在遊戲事件發生前十年因一場大規模空洞災難而毀滅。
| 第一季 | 序 章  | 生意×詭異×道義       | 2024年7月4日           |
| 第一季 | 第一章 | 貓的失物             | 2024年7月4日           |
| 第一季 | 第二章 | 在空洞中心呼喚…？    | 2024年7月4日           |
| 第一季 | 第三章 | 危樓夜尋蹤           | 2024年7月4日           |
| 第一季 | 第四章 | 火獄騎行             | 2024年9月25日          |
| 第一季 | 第五章 | 星流霆擊             | 2024年12月18日         |
| 第一季 | 尾 音  | 將眼淚與過往一同埋葬 | 2025年3月12日、4月23日 |
| 法厄同兄妹受狡兔屋妮可·德瑪拉委託，前往空洞追回被赤牙幫盜走的保險箱。任務中，安比·德瑪拉和比利·奇德雙雙墜入空洞，保險箱亦遭神祕以骸劫走；更糟的是，法厄同的「空洞深潛系統」（HDD）被駭客挾持，他們與駭客鬥智鬥勇，將其陰謀挫敗，但因此喪失了HDD中的全部資料。為了保住狡兔屋的性命，孤注一擲的法厄同讀取了保險箱中的資料；自稱Fairy的人工智慧啟動並佔領了HDD，強制與主角締結了「契約」。不久，貓宮又奈聯繫法厄同，告知狡兔屋因遠景實業在死路空洞進行爆破作業而被困。法厄同暫停載滿炸藥的「無人」列車，卻發現列車上竟藏有偽裝警察的武裝人員；更在廢棄地鐵中救出一群市民，並與狡兔屋、貓宮又奈合力擒獲遠景實業的執行長查爾斯・珀爾曼，成功迫使遠景實業因醜聞瓦解。 法厄同受白祇重工聘請，深入死路空洞搜索三臺失控的智能工程機械。調查過程中，他們發現這些機器竟收到來自白祇重工的已故創辦人霍爾斯·貝洛伯格的祕密信號，並由此擊敗了封印在古老紀念碑中的異界生物「牲鬼」。法厄同與治安局副司令賈斯汀・布林格以及治安局的新盟友朱鳶、青衣聯手，合力粉碎了竊取證物的陰謀，並發掘出害死霍爾斯的幕後黑手。隨後，妮可·德瑪拉再次委託法厄同調查神祕駭客芮恩的失蹤。線索引領他們前往被空洞吞沒的芭萊大廈，妮可等人乘坐的飛空艇卻意外遭遇劫機，所幸在維多利亞居家服務的協助下救出芮恩，卻眼睜睜看著珀爾曼趁機逃離。緊接著在外環舉行的「火獄騎行」機車大賽中，法厄同幫助卡呂冬之子擊退對手盧修斯的詭計，凱撒的英勇獻身清除了燃晶火湖的以太污染。事後，法厄同弔唁多年前在空洞中犧牲的老師卡洛絲·阿爾娜，立志還她清白。 珀爾曼透露其助手莎拉、治安局副司令布林格才是幕後黑手。法厄同與防衛軍對空六課、治安局、維多利亞居家服務、白祇重工、卡呂冬之子、狡兔屋等勢力聯手，救出被劍靈附體的星見雅，在空洞中擊敗「牲鬼」化身的布林格。法厄同承諾與星見雅結盟，共同追查舊城淪陷的真相。萊卡恩聯絡法厄同，請他們替市長奪回被拍賣的「牲鬼核心」，並為他們升級HDD與義眼以提升以太抗性。隨後，法厄同在反舌鳥領袖雨果·維拉德、拉文洛克家族、薇薇安·班希、萊卡恩等盟友中斡旋，歷經拍賣會竊寶、制止蒂娜的以太實驗、對抗稱頌會，最終找到了「牲鬼核心」。法厄同亦發覺自身的以太操縱能力，受市長引薦前往雲巋山投奔儀玄。 |        |                      |                        |
| 第二季 | 第一章 | 雲霞同歸處           | 2025年6月6日           |
| 第二季 | 第二章 | 遲吟的浪涌           | 2025年7月16日          |
| 市長告訴法厄同，雲巋山正於衛非地的萊姆尼安空洞調查一宗事件，並在現場回收到一張未知來源的卡洛絲·阿爾娜的照片；法厄同決定聯繫雲巋山門主儀玄，加入調查。為低調行事，儀玄收法厄同兄妹為徒，並以飛船護送他們前往萊姆尼安空洞附近的澄輝坪。途中，飛船遭莎拉擊落，所幸二人安然抵達。調查期間發現，多名礦工因服用由洛爾醫生提供、實為稱頌會摻混的劣質抗侵蝕藥劑而被以太侵蝕；法厄同深入空洞，發現稱頌會的梅若拉可司教正在利用穢息誘捕礦工，並在混戰中將其殺死，順利回收一件神秘裝置。但是，深處空洞的梅若拉可司教其實並未死去，正與莎拉密謀下一步行動。事故之後，抗侵蝕藥劑的製造商輝晶美克召集調查團平息輿論，並迫使泰姆菲爾德家族代表愛麗絲參加；之後，她因「鬼影」事件求助法厄同兄妹，與浮波柚葉、狛野真斗等人循線深入廢棄實驗室，發現稱頌會人體實驗記錄，並在穢息妖鬼襲擊中合力破壞其核心、封鎖裂隙後成功脫險，並揭露人體實驗的真相。最終，愛麗絲與柚葉化解誤會成為好友，並公開無償讓渡緩蝕藥劑專利，徹底解除輝晶美克對泰姆菲爾德家族的威脅。 |        |                      |                        |

## 制作与发行
2022年5月7日，有玩家发现米哈游在多个中国大陆社交媒体平台注册《绝区零》的官方账号，米哈游CEO兼上海交宅科技有限公司法定代表人劉偉提交了与《绝区零》相关的商标注册申请。同年5月13日，米哈游发布《绝区零》的宣传视频（PV），並開始召募玩家在iOS和Microsoft Windows平台進行內測。同日，米哈游在游戏官方网站开启游戏预约，一天内预约人数突破100万。
2022年5月13日，游民星空網站报道称，据相关人士透露，《绝区零》由米哈游上海和济南的工作室联合开发，开发团队已到达数百人，且仍在增加。由于米哈游在2021年10月聘请了前索尼互動娛樂聖塔莫尼卡工作室的首席关卡设计师郑凯，并希望郑凯组建一个制作3A级开放世界第一人称射击游戏的团队，有玩家推测《绝区零》可能由郑凯带领的团队开发。但后来那款射擊遊戲被證實为是《ProjectSH》而非《绝区零》，《ProjectSH》製作組后来于2022年11月解散。
遊戲2022年8月5日至8月8日进行第一次测试“调律测试”。2023年10月通过版号审核，2023年11月开启第二次测试“降噪测试”。2024年4月开启第三次测试“喧响测试”。《绝区零》2024年4月23日對外開啟全平台預約。官方2024年5月28日宣布，《绝区零》定於2024年7月4日開啟全平台公測。
米哈游海外运营主体HoYoverse在Facebook宣布，将于北京时间4月12日凌晨1点直播《絕區零》「Xbox發表會」，宣布Xbox Series X/S版本及游戏最新相关信息。

## 宣傳
2024年1月25日，《绝区零》進駐台北國際電玩展攤位宣傳，並現場提供「降噪測試」的試玩。2024年7月5日至7月7日，台灣方於台北101信義廣場舉辦名為「空洞降臨事件」的線下活動。
2024年7月19日，《绝区零》官方与上海市公安局官方账号「警民直通车上海」合作发布了《治安局护航 ，防骗不用慌！》反诈骗宣传动画。

## 反响
| 汇总媒体             | 得分                   |
| -------------------- | ---------------------- |
| Metacritic           | PC: 76/100 PS5: 76/100 |
| OpenCritic（推荐率） | 67%                    |

| 媒体         | 得分   |
| ------------ | ------ |
| Destructoid  | 8/10.0 |
| Eurogamer    | 4/5    |
| GameSpot     | 7/10   |
| IGN          | 8/10   |
| PC Gamer英国 | 55/100 |
| PCGamesN     | 8/10   |

游戏发行前，17173认为，动作游戏（ACT）是米哈游再熟悉不过的领域，《绝区零》是米哈游重返ACT赛道并突破自我的作品，17173还认为米哈游在ACT未遇到真正的对手，《绝区零》可“稳固并扩大用户盘子”。17173还称《绝区零》是米哈游在“继承最拿手的ACT品类的同时，通过强烈的风格化设计和极端追求潮流的视觉元素打造一款不一样的作品”。
7月4日游戏公测后，全球下載量三日內超過5000萬次，並获得了整体正面的评价。Eurogamer、Destructoid、PCGamesN等媒体认为，本作有望超越米哈游之前的高度，成为其旗下又一出色作品。IGN评测人称战斗和日常探索都颇为激动人心，世界设定独一无二且有沉浸感。GameSpot评测人则认为游戏的风格和美学设计优秀，玩法新颖有趣，但谜题则相当无聊，浪费了玩家大量时间。

### 奖项与提名
| 年份 | 獎項                  | 類別                  | 結果   | 參考                 |
| ---- | --------------------- | --------------------- | ------ | -------------------- |
| 2024 | 中國遊戲創新大賽      | 最佳創新遊戲大獎      | 獲獎   | [ 44 ]               |
| 2024 | Gamescom大獎          | 最佳手機遊戲          | 提名   | [ 45 ]               |
| 2024 | 蘋果App Store年度遊戲 | 年度iPhone遊戲        | 提名   | [ 46 ]               |
| 2024 | PlayStation合作夥伴獎 | 夥伴獎                | 獲獎   | [ 47 ]               |
| 2024 | 遊戲大獎              | 最佳手機遊戲          | 提名   | [ 48 ]               |
| 2024 | 遊戲大獎              | 玩家之聲              | 提名   | [ 48 ]               |
| 2024 | UCG游戏大赏           | 最佳移动端游戏        | 獲獎   | [ 49 ] [ 50 ] [ 51 ] |
| 2025 | 2024年紐約遊戲大獎    | A-Train最佳手機遊戲獎 | 獲獎   | [ 52 ]               |
| 2025 | CEDEC大獎             | 視覺藝術部門          | 優秀獎 | [ 53 ]               |